# Беннетт, Энн Макгрю
Энн Макгрю Беннетт (англ. Anne McGrew Bennett, 24 ноября 1903, Линкольн, Небраска — 19 октября 1986, Клермонт, Калифорния) — американская писательница и феминистка. Она была первой женщиной, приглашённой выступить с речью на церемонии вручения дипломов в Нью-Йоркской объединённой теологической семинарии. 

## Биография
Беннетт родилась в округе Линкольн, штат Небраска, в семье шотландско-ирландских поселенцев, в полуземлянке. Она была воспитана в христианской церкви «Ученики Христа», и религия играла большую роль в её жизни. После окончания средней школы она стала учительницей в сельской школе, а в 1928 году получила степень в области начального образования в Университете Небраски.
Три года спустя она вышла замуж за Джона С. Беннета; в 1923 году она получила степень магистра в области религиозного образования в семинарии Оберн. Джон занимал должности преподавателя в различных семинариях, и пара постоянно переезжала из Калифорнии в Нью-Йорк и обратно. Позже Энн стала конгрегационалисткой и начала принимать активное участие в работе различных комитетов и организаций; она также занималась вопросами социальной справедливости. Примечательно, что она была феминисткой, написала более 60 статей по феминистской теологии и была соредактором тома «Женщины в чужой стране».
Она также выступала за мир и против войны во Вьетнаме; она отправилась в Южный Вьетнам, чтобы обсудить мир, и передала письма военнопленным, содержавшимся в Северном Вьетнаме. Она была первой женщиной, приглашённой выступить с речью на церемонии вручения дипломов в Нью-Йоркской объединённой теологической семинарии; позже школа наградила её медалью Союза за её службу в Объединённой Церкви Христа. Беннетт умерла в Клермонте, штат Калифорния. Коллекция её работ хранится в Аспирантском теологическом союзе; часть работ находится в ведении Объединённой теологической семинарии.